# ألتود
ألتود (بالروسية: Алтуд) هي مدينة في جمهورية قبردينو - بلقاريا في روسيا. يبلغ عدد سكانها حوالي 5,371 نسمة.